# Sept apôtres de l'Espagne
Les sept apôtres de l'Espagne, en espagnol « los Varones apostolicos », sont sept saints évêques de la Bétique réputés avoir été envoyés de Rome dès le Ier siècle pour évangéliser le sud de la péninsule Ibérique. 
Bien que disciples de saint Jacques, ils auraient été envoyés par saint Pierre et saint Paul.
Ils sont fêtés ensemble le 15 mai.

## Tradition

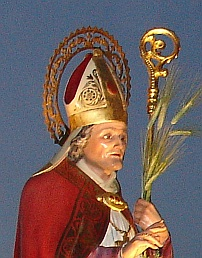
Hisque de Cazorla.

La tradition chrétienne de la péninsule Ibérique connaît sous cette dénomination le groupe suivant de saints évêques :
- Torquat de Guadix, dans la province de Grenade (Espagne), l'antique Acci devenue plus tard Guad-Acci, Guadix.
- Idalèce (es), saint patron d'Almería et du diocèse d'Almería.
- Second d'Abla (es), l'antique Abula entre Guadix et Almérie ; fête particulière le 2 mai. Patron d'Abla.
- Cécile de Grenade (es), saint patron de Grenade, l'antique Iliberis ou Elvire.
- Ctésiphon de Berja (es), dans la province d'Almérie, l'antique Baria ; saint patron de Berja.
- Euphrase d'Andujar (es), ou Euphraise, dans la province de Jaen, l'antique Illiturgium (actuelle Mengíbar) ;  et en région de Murcie, à Cieza ; saint patron d'Andujar.
- Hisque de Cazorla (es), ou Hésychios, dans la province de Jaen, l'antique Carteia ; saint patron de Cazorla.

Cette tradition procède du souci, général dans la chrétienté antique et médiévale, d'affirmer l'origine ancienne et apostolique d'un siège épiscopal ou d'une Église. Elle mêle vraisemblablement des données exactes avec d'autres données inexactes pour avoir été déformées dans la chronologie ou dans la localisation des faits racontés.
Il faut noter que chacun de ces sept saints porte un nom grec ou latin, qu'il fait l'objet d'un culte local ancien et que la localisation de son siège et de son tombeau correspondent aux régions d'Espagne, la Bétique, qui furent les premières évangélisées.
Saint Second (San Segundo) fait également l'objet d'un culte à Avila (Castille) depuis qu'en 1519 on a trouvé dans cette ville un tombeau de saint marqué à ce nom. Il est clair que dans ce cas il y a eu assimilation entre « Abula » et « Avila ».

## Sources et références
1. ↑  Forum orthodoxe.com : saints pour le 15 mai du calendrier ecclésiastique.